# Tupirinna
Tupirinna är ett släkte av spindlar.
Tupirinna ingår i familjen flinkspindlar.
Kladogram enligt Catalogue of Life:
| Tupirinna | \| \| Tupirinna albofasciata \| \| \| \| \| \| Tupirinna rosae \| \| \| \| \| \| Tupirinna trilineata \| \| \| \| |
|           | \| \| Tupirinna albofasciata \| \| \| \| \| \| Tupirinna rosae \| \| \| \| \| \| Tupirinna trilineata \| \| \| \| |
|           | Tupirinna albofasciata                                                                                            |
|           | |
|           | Tupirinna rosae                                                                                                   |
|           | |
|           | Tupirinna trilineata                                                                                              |
|           | |